# Fighter of the Year
De titel Fighter of the Year wordt sinds 1928 toegekend aan de beste bokser van het jaar.
De prijs is een initiatief van boksmagazine The Ring. De winnaar wordt gekozen door de journalisten van het blad.

## Fighter of the Year per decennium

### 1928/1929
- 1928 -  Gene Tunney
- 1929 -  Tommy Loughran

### 1930-1939

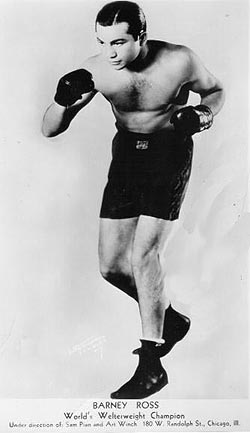
Barney Ross won de titel in 1934 en 1935

- 1930 -  Max Schmeling
- 1931 -  Tommy Loughran (2)
- 1932 -  Jack Sharkey
- 1933 - Geen award uitgereikt
- 1934 -  Tony Canzoneri en  Barney Ross
- 1935 -  Barney Ross (2)
- 1936 -  Joe Louis
- 1937 -  Henry Armstrong
- 1938 -  Joe Louis (2)
- 1939 -  Joe Louis (3)

### 1940-1949
- 1940 -  Billy Conn
- 1941 -  Joe Louis (4)
- 1942 -  Sugar Ray Robinson
- 1943 -  Fred Apostoli
- 1944 -  Beau Jack
- 1945 -  Willie Pep
- 1946 -  Tony Zale
- 1947 -  Gus Lesnevich
- 1948 -  Ike Williams
- 1949 -  Ezzard Charles

### 1950-1959
- 1950 -  Ezzard Charles (2)
- 1951 -  Sugar Ray Robinson (2)
- 1952 -  Rocky Marciano
- 1953 -  Bobo Olson
- 1954 -  Rocky Marciano (2)
- 1955 -  Rocky Marciano (3)
- 1956 -  Floyd Patterson
- 1957 -  Carmen Basilio
- 1958 -  Ingemar Johansson
- 1959 -  Ingemar Johansson (2)

### 1960-1969

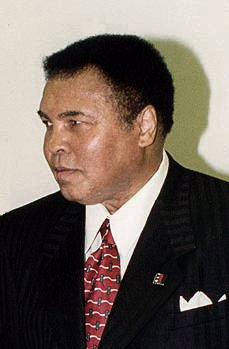
Muhammad Ali won de titel 'Fighter of the Year' vijf keer.

- 1960 -  Floyd Patterson (2)
- 1961 -  Joe Brown
- 1962 -  Dick Tiger
- 1963 -  Muhammad Ali
- 1964 -  Emile Griffith
- 1965-  Dick Tiger (2)
- 1966 - Niet uitgereikt
- 1967 -  Joe Frazier
- 1968 -  Nino Benvenuti
- 1969 -  José Nápoles

### 1970-1979
- 1970 -  Joe Frazier (2)
- 1971 -  Joe Frazier (3)
- 1972 -  Muhammad Ali (2) en  Carlos Monzón
- 1973 -  George Foreman
- 1974 -  Muhammad Ali (3)
- 1975 -  Muhammad Ali (4)
- 1976 -  George Foreman (2)
- 1977 -  Carlos Zárate
- 1978 -  Muhammad Ali (5)
- 1979 -  Sugar Ray Leonard

### 1980-1989
- 1980 -  Thomas Hearns
- 1981 -  Sugar Ray Leonard (2) en  Salvador Sánchez
- 1982 -  Larry Holmes
- 1983 -  Marvin Hagler
- 1984 -  Thomas Hearns (2)
- 1985 -  Marvin Hagler (2) en  Donald Curry
- 1986 -  Mike Tyson
- 1987 -  Evander Holyfield
- 1988 -  Mike Tyson (2)
- 1989 -  Pernell Whitaker

### 1990-1999

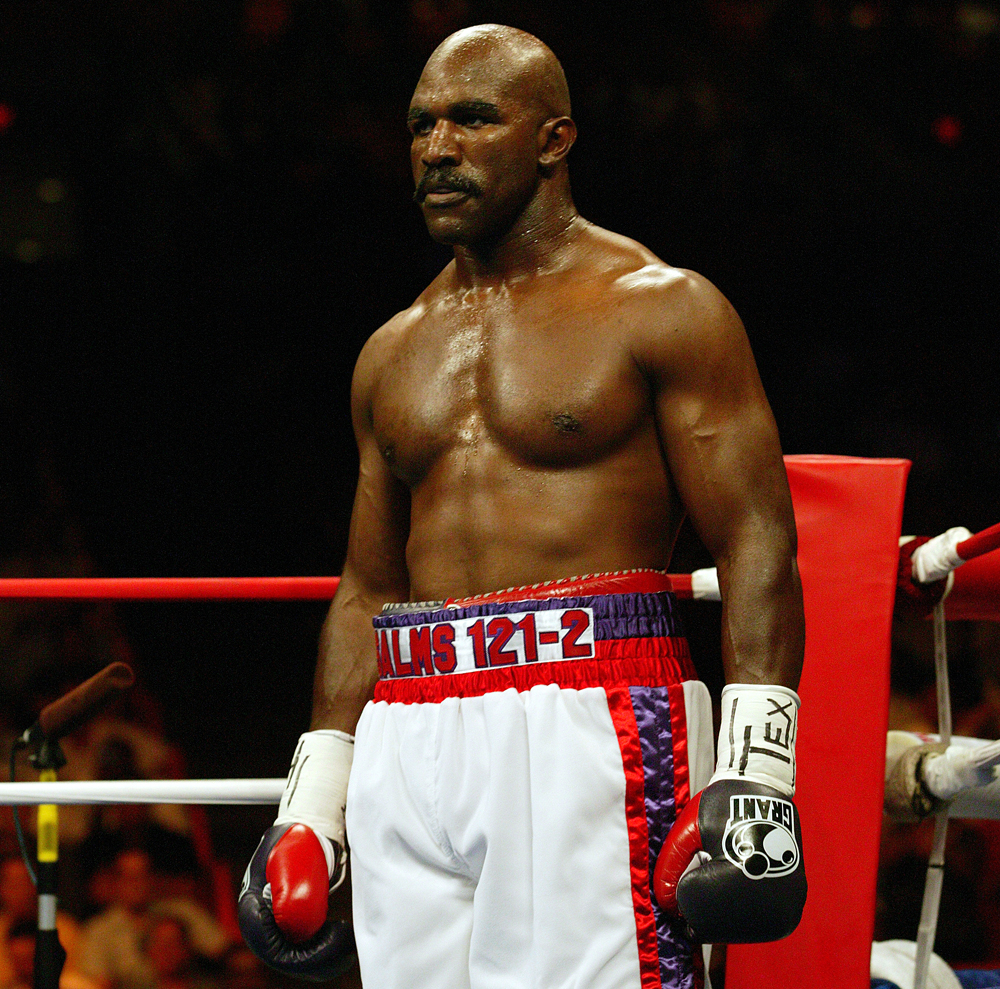
Evander Holyfield won de titel tweemaal op rij. In 1996 en in 1997

- 1990 -  Julio César Chávez
- 1991 -  James Toney
- 1992 -  Riddick Bowe
- 1993 -  Michael Carbajal
- 1994 -  Roy Jones Jr.
- 1995 -  Oscar De La Hoya
- 1996 -  Evander Holyfield (2)
- 1997 -  Evander Holyfield (3)
- 1998 -  Floyd Mayweather Jr.
- 1999 -  Paulie Ayala

### 2000-2009
- 2000 -  Félix Trinidad
- 2001 -  Bernard Hopkins
- 2002 -  Vernon Forrest
- 2003 -  James Toney (2)
- 2004 -  Glen Johnson
- 2005 -  Ricky Hatton
- 2006 -  Manny Pacquiao

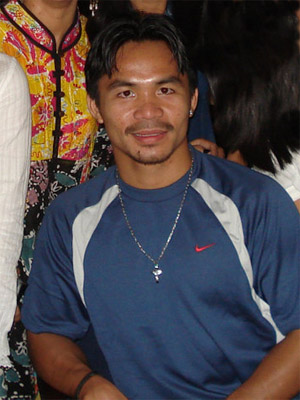
Tussen 2000 en 2009 werd Manny Pacquaio driemaal verkozen tot 'Fighter of the Year'.

- 2007 -  Floyd Mayweather Jr. (2)
- 2008 -  Manny Pacquiao (2)
- 2009 -  Manny Pacquiao (3)

### 2010-2019
- 2010 -  Sergio Gabriel Martinez
- 2011 -  Andre Ward
- 2012 -  Juan Manuel Marquez
- 2013 -  Adonis Stevenson
- 2014 -  Sergej Kovaljov
- 2015 -  Tyson Fury
- 2016 -  Carl Frampton
- 2017 -  Vasyl Lomachenko
- 2018 -  Oleksandr Usyk
- 2019 -  Saúl Álvarez

### 2020-2029
- 2020 -  Tyson Fury (2) en  Teófimo López
- 2021 -  Saúl Álvarez (2)